# Gekko smithii
Gekko smithii là một loài thằn lằn trong họ Gekkonidae. Loài này được Gray mô tả khoa học đầu tiên năm 1842.

## Hình ảnh

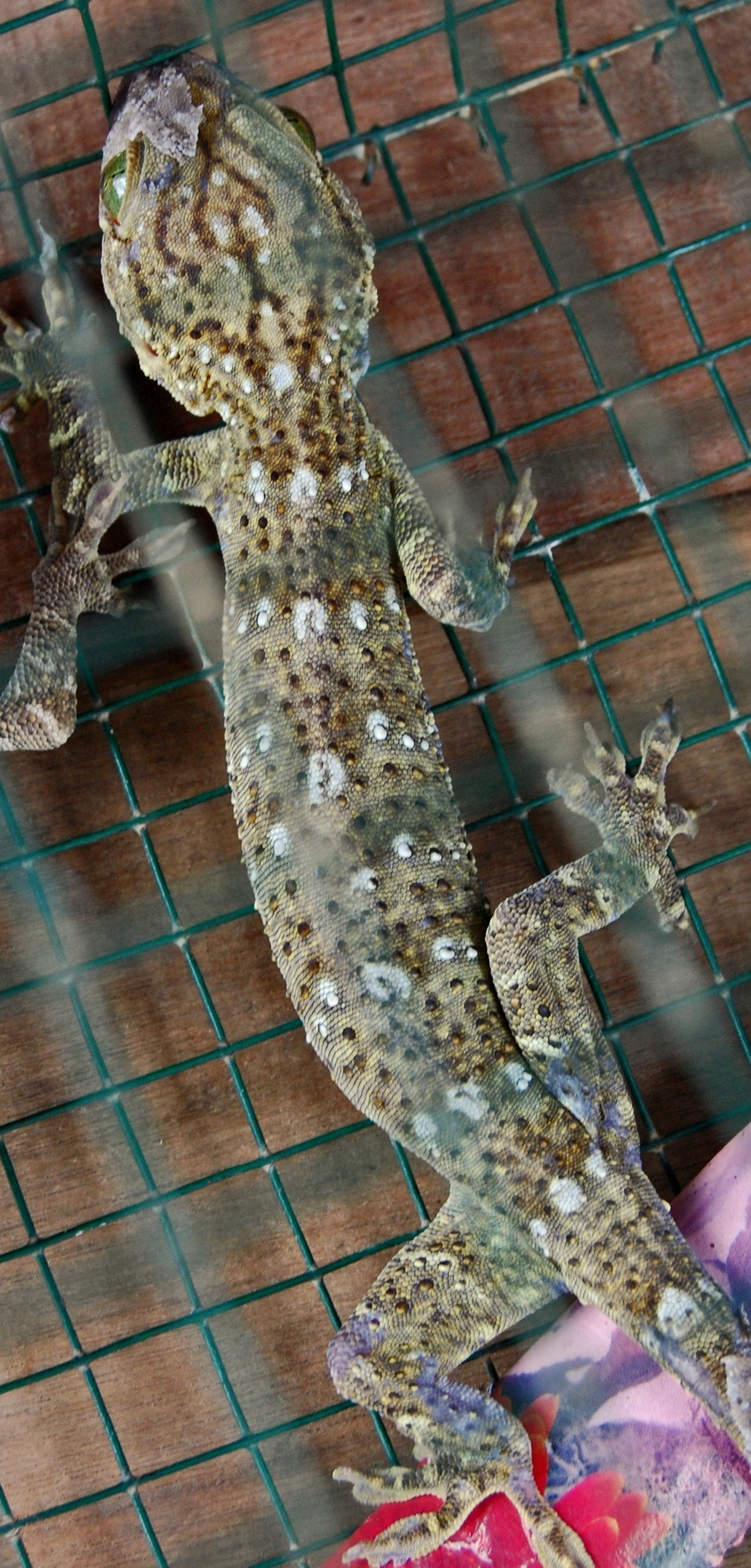
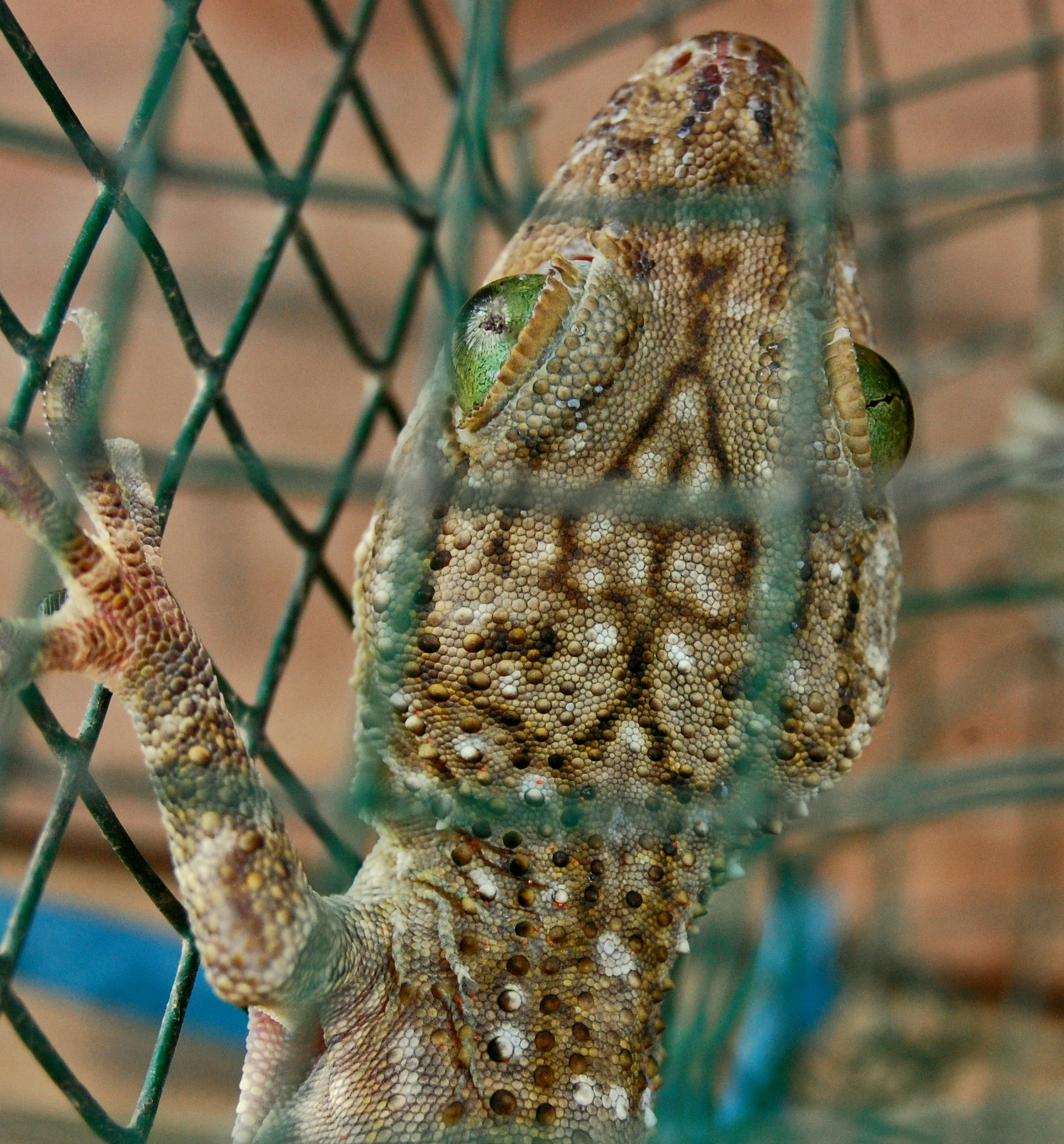
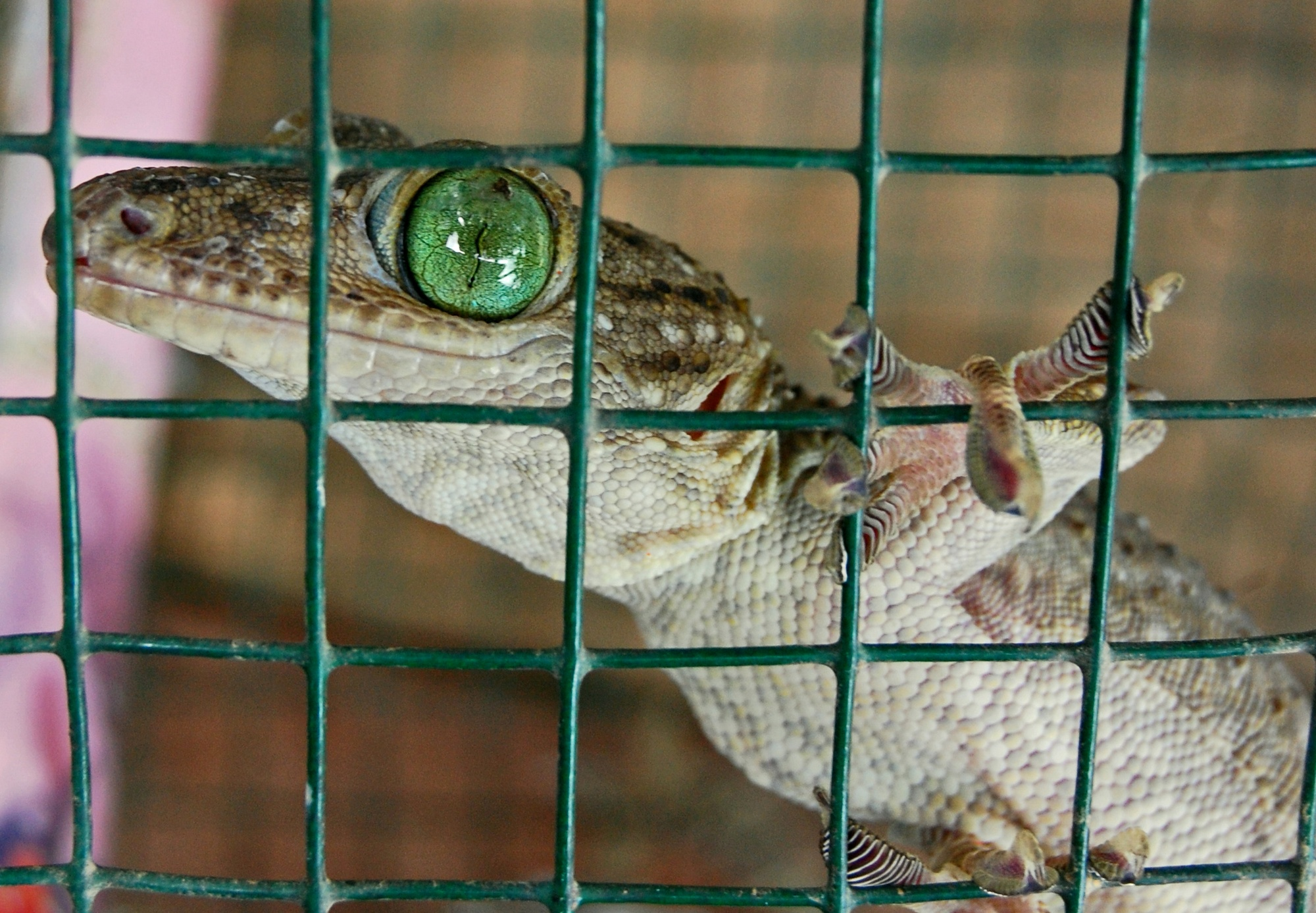